# Gà cùng với bánh quế
Gà cùng với bánh quế là một món ăn của Mỹ kết hợp giữa thịt gà và bánh quế. Đây là một phần của nhiều truyền thống ẩm thực khác nhau, bao gồm ẩm thực soul (là những món ăn dân tộc được người Mỹ gốc Phi ở miền Nam Hoa Kỳ chế biến và ăn theo truyền thống) và ẩm thực Đức ở Pennsylvania, thường phục vụ trong một số nhà hàng đặc sản ở Hoa Kỳ.

## Miêu tả

### Biến thể soul
Món ăn kết hợp giữa gà và bánh quế này xuất phát từ các loại món ăn soul gắn liền với người Mỹ gốc Phi, cũng như truyền thống sử dụng gà rán. Bánh quế được phục vụ trong bữa sáng với các gia vị như bơ và siro. Sự kết hợp của các món ăn này nhận được sự yêu thích của nhiều thực khách - những người chịu ảnh hưởng của truyền thống ẩm thực từ các thế hệ trước của gia đình họ. Biến thể này của món ăn đã phổ biến ở Baltimore, Maryland, và rồi trở thành một loại thức ăn phong tục địa phương.

### Biến thể Pennsylvania Dutch
Biến thể Pennsylvania Dutch (người Đức ở Pennsylvania) truyền thống bao gồm một chiếc bánh quế với thịt gà hầm đặt lên trên mặt bánh, sau đó rưới nước thịt. Món ăn thường hay xuất hiện ở Đông Bắc Hoa Kỳ.

## Lịch sử

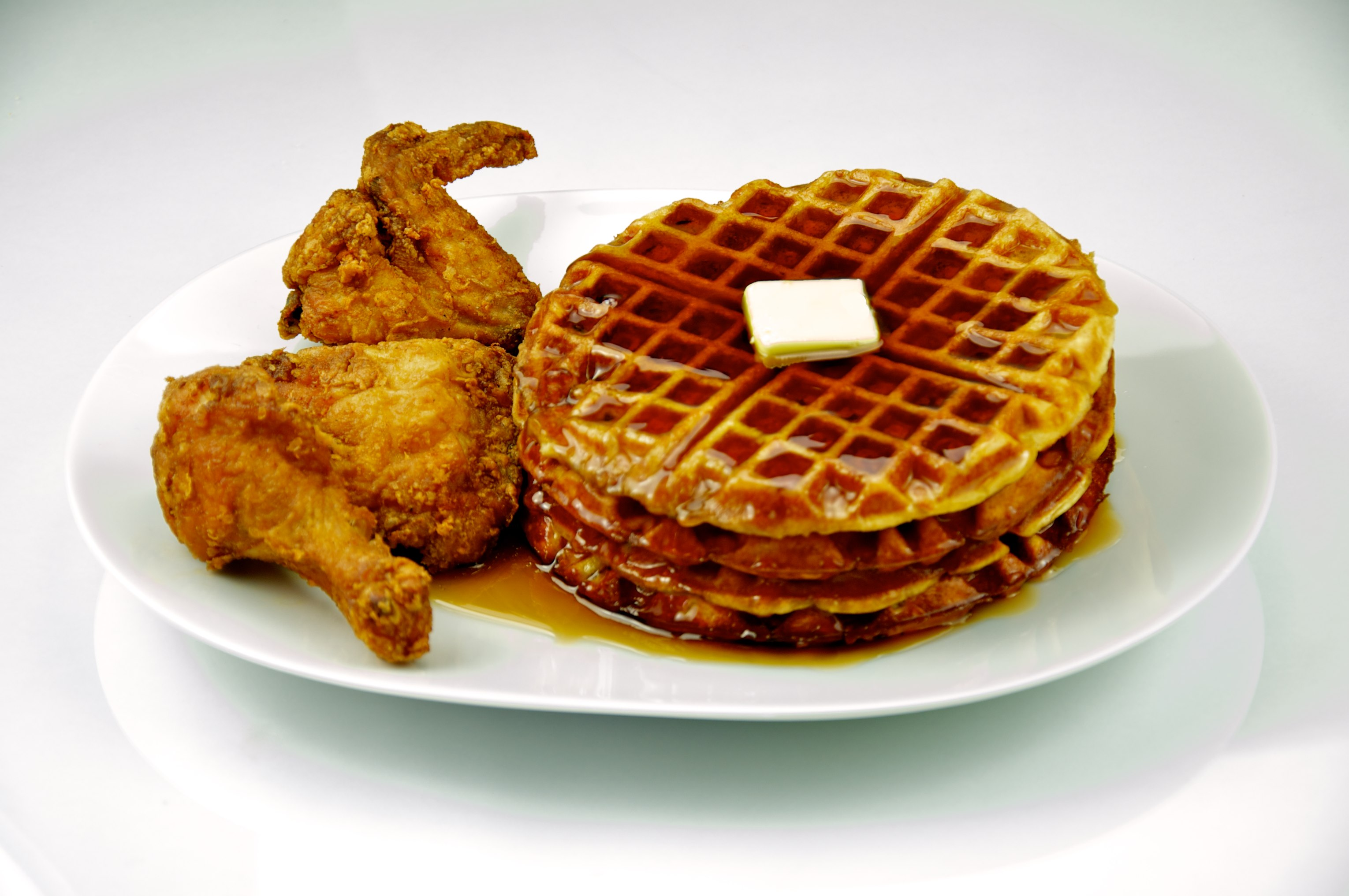

Nguồn gốc chính xác của món ăn này vẫn còn là một ẩn số, mặc dù có tồn tại một số giả thuyết. Bánh quế du nhập vào Hoa Kỳ trong những năm 1600. Sau năm 1789, loại thức ăn này ngày càng trở nên phổ biến, khi tổng thống Thomas Jefferson mua 4 cái khuôn bánh quế ở Amsterdam.
Vào đầu những năm 1800, các khách sạn và khu nghỉ dưỡng bên ngoài Philadelphia phục vụ bánh quế với cá trê chiên. Ngoài ra, các cơ sở này cũng phục vụ các món ăn khác như gà rán, rồi gà rán dần thế chỗ cá trê do lượng cá trê có hạn, chỉ thu hoạch theo mùa. Bánh quế ăn kèm với thịt gà và nước thịt được coi là món ăn phổ biến vào Chủ nhật của người Đức ở Pennsylvania vào những năm 1860. Trong cuối thế kỷ 19, món ăn này là biểu tượng của xứ sở người Đức ở Pennsylvania, một phần là do sự gắn bó chặt chẽ của món ăn này với ngành du lịch.
Đến những năm 1840, gà nướng và bánh quế là đặc sản nổi tiếng tại Quán rượu Warriner ở Springfield, Massachusetts, thuộc sở hữu của "cậu" Jeremy Warriner cùng vợ là "dì" Phoebe, đều được mọi người biết đến là đi theo chủ nghĩa bãi nô. Các đầu bếp chuyên nghiệp tại Quán rượu Warriner's là những phụ nữ Mỹ gốc Phi, hoặc nô lệ bỏ trốn và được trả tự do, đã học nghề nấu ăn trong nhà bếp ở các đồn điền. Trước Nội chiến, thịt gà và bánh quế là những món ăn sáng xa xỉ trong các đồn điền ở miền Nam, do những đầu bếp người Mỹ gốc Phi được đào tạo bài bản chế biến.
Gà rán và bánh quế du nhập đến Los Angeles vào năm 1931, khi nhà hàng The Maryland quảng cáo món này là một đặc sản miền Nam. Cuốn tiểu thuyết Mildred Pierce năm 1941 của James M. Cain đề cập đến một phụ nữ thành đạt khi phục vụ "bữa tối có món gà và bánh quế" tại nhà hàng của cô ở Glendale.
Tại New York, món ăn này đã được phục vụ trong cộng đồng người Mỹ gốc Phi ở khu Harlem ngay từ những năm 1930 tại các địa điểm như Tillie's Chicken Shack, hộp đêm nhạc jazz của Dickie Wells, và đặc biệt là câu lạc bộ Wells Supper. Năm 1935, Bunny Berigan đã sáng tạo ra giai điệu jazz và đặt tên là "Chicken and Waffles".
Kể từ những năm 1970, gà và bánh quế đã phổ biến trở lại ở Los Angeles do sự nổi tiếng nhà hàng Roscoe's House of Chicken and Waffles thuộc sở hữu của cựu cư dân Harlem Herb Hudson, và biến thành món khoái khẩu của một số nhân vật nổi tiếng ở Hollywood, cũng như được nhắc đến trong một số bộ phim.

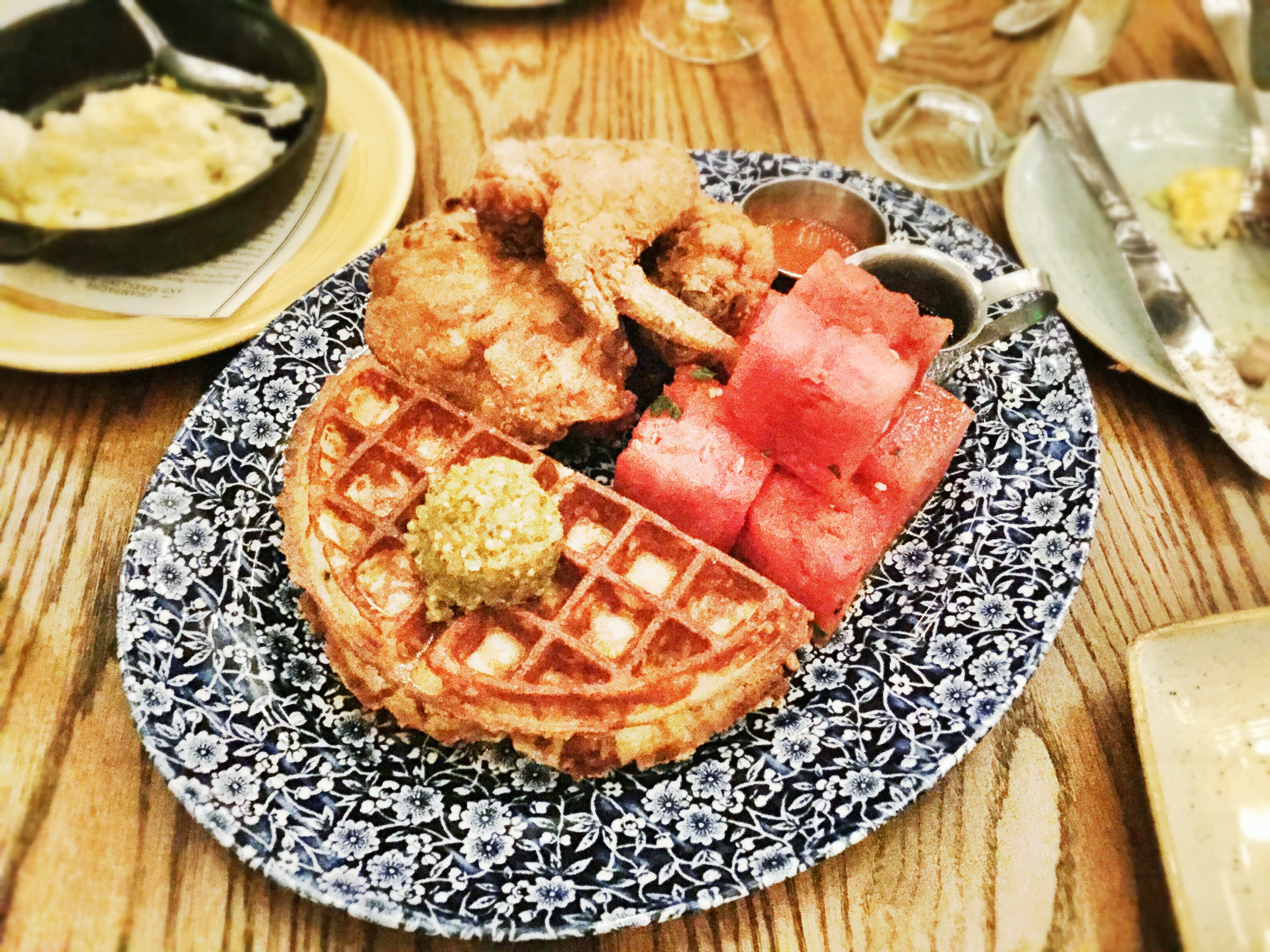
Gà rán với bánh quế, dưa hấu
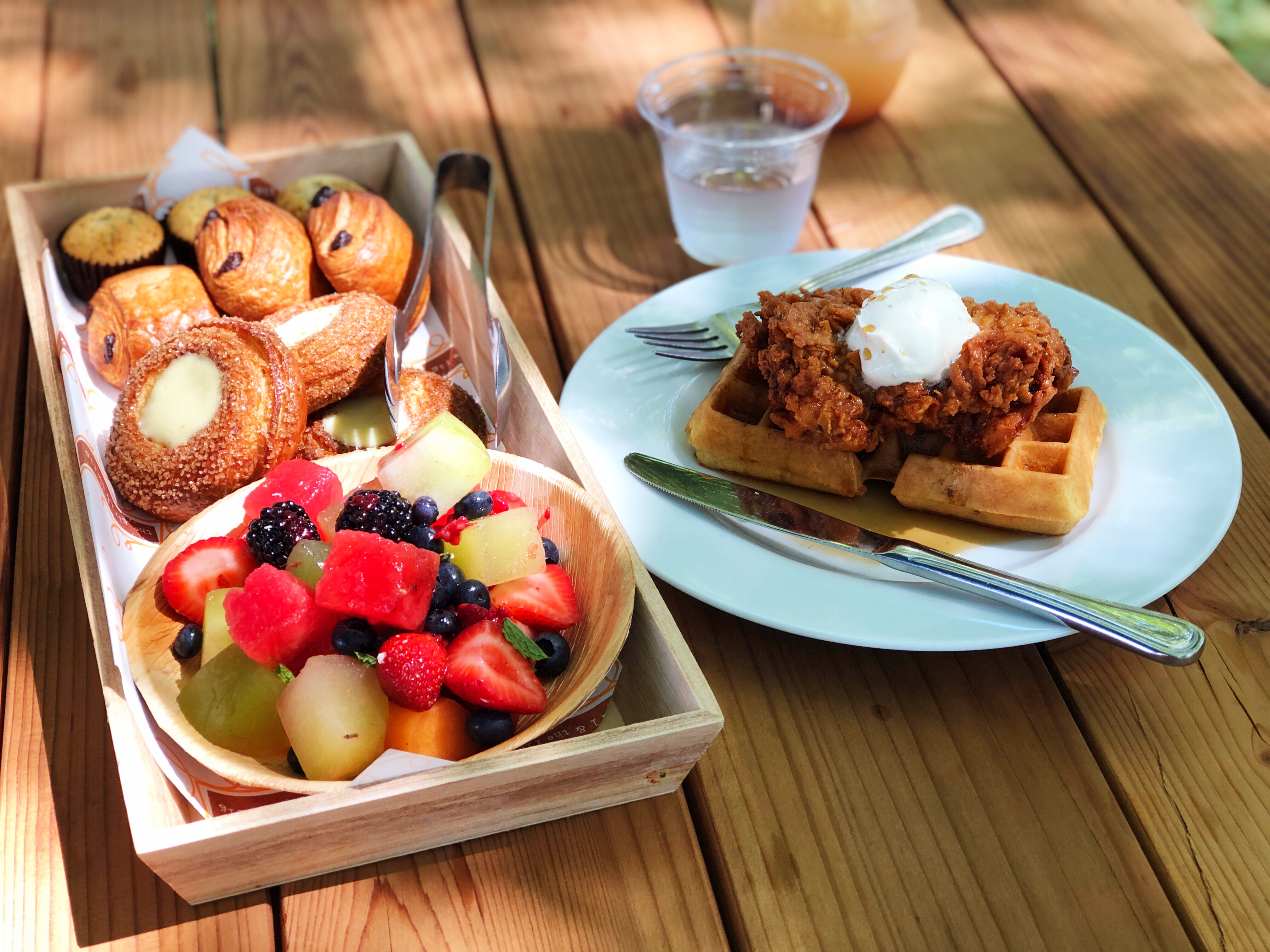
Với trái cây và bánh
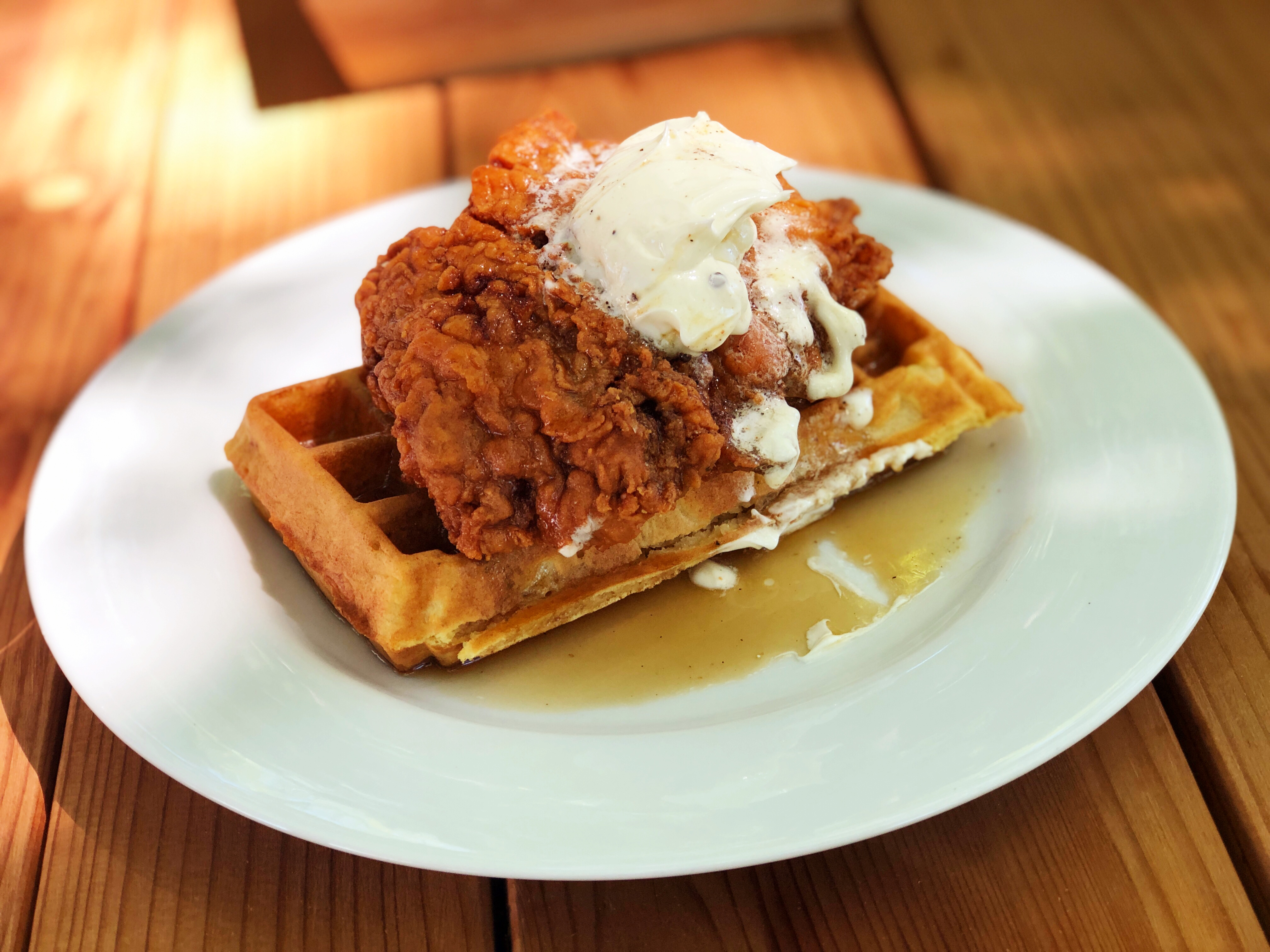
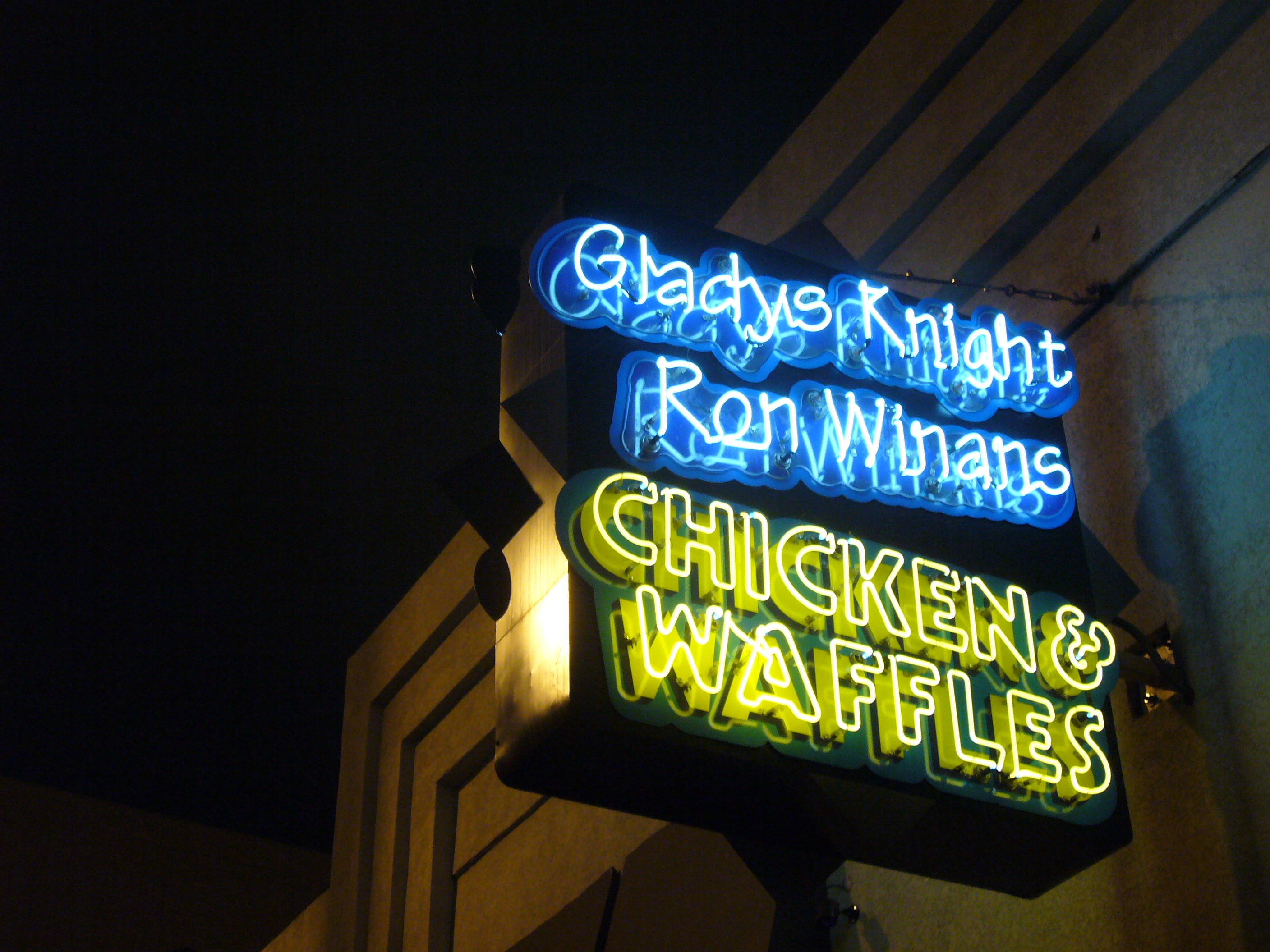
Một quán bán Gà cùng với bánh quế